# فرودگاه شهرستان دوتچس
فرودگاه شهرستان دوتچس (به انگلیسی: Dutchess County Airport) یک فرودگاه همگانی بهره‌برداری هوایی با کد یاتا POU است که یک باند فرود آسفالت دارد و طول باند آن ۱۵۲۴ متر است. این فرودگاه در شهر پوگکیپسی، نیویورک کشور ایالات متحده آمریکا قرار دارد و در ارتفاع ۵۰ متری از سطح دریا واقع شده است.